# Alfredo Agostoni
Alfredo Agostoni, detto Ciri (Bogliasco, 14 agosto 1922 – Milano, 28 settembre 1944), è stato un pittore italiano.

## Biografia
Suo padre Giansilvio era pittore e garibaldino delle Argonne, il che fece maturare nel figlio l'indole artistica e al contempo patriottica. Studente di diritto e appassionato di filosofia, dedicò la sua prima giovinezza alla pittura, frequentando gli ambienti artistici milanesi e ottenendo notevoli apprezzamenti critici. Con l'armistizio dell'8 settembre aderì al movimento partigiano; morì il 28 settembre 1944, appena ventiduenne, a causa dello scoppio accidentale di un colpo d'arma da fuoco durante la preparazione di un'azione partigiana nello studio milanese del pittore albanese Ibrahim Kodra, anche lui partigiano.

## Attività artistica
La critica individua nella sua pittura una felice sintesi di ricerche estetiche e culturali, derivate dall'osservazione dei maestri della pittura del novecento italiano e straniero (De Chirico, Picasso) quanto da una spiccata originalità compositiva. Si dedicò in particolare alla natura morta. Nella sua opera è ravvisabile «uno spirito ricercatore che realizza le esperienze più vive della pittura moderna in dipinti notevoli per valori coloristici e compositivi».
Nel 1947 fu allestita a Milano una retrospettiva, con catalogo presentato da Mario De Micheli e contributi di Raffaele De Grada, Carlo Carrà, Ennio Morlotti, Ernesto Treccani, Bruno Cassinari e altri.
Nel 1948 gli venne dedicata una retrospettiva alla XXIV Biennale di Venezia, a cura di Raffaele De Grada, che nella presentazione scrisse: «Quella di Ciri è una pittura di cultura, nel senso che il problema di questo giovane artista era quello di trasportare nella logica delle forme un grande sentimento espressivo».
La brevità della sua attività pittorica, svoltasi sostanzialmente tra il 1940 e il 1944 e in tempo di guerra, rende le sue opere di difficile reperimento.